# Новобайдарский сельсовет
Новобайда́рский сельсовет — упразднённые административно-территориальная единица и муниципальное образование со статусом сельского поселения в составе Половинского района Курганской области.
Административный центр — село Новые Байдары.

## История
В соответствии с Законом Курганской области от 6 июля 2004 года № 419 сельсовет наделён статусом сельского поселения.
Законом Курганской области от 20 сентября 2018 года N 103, в состав Половинского сельсовета были включены все населённые пункты упразднённых Менщиковского, Новобайдарского, Хлуповского и Чулошненского сельсоветов.

## Население
| 1989 | 2002 | 2004 | 2010 | 2012 | 2013 | 2014 |
| ---- | ---- | ---- | ---- | ---- | ---- | ---- |
| 998  | ↘900 | →900 | ↘630 | ↘590 | ↘567 | ↘550 |
| 2015 | 2016 | 2017 | 2018 | 2019 |      |      |
| ↘512 | ↘497 | ↘488 | ↘484 | ↘445 |      |      |

## Состав сельского поселения
| № | Населённый пункт | Тип населённого пункта       | Население |
| - | ---------------- | ---------------------------- | --------- |
| 1 | Жилино           | деревня                      | ↘161      |
| 2 | Марай            | деревня                      | ↘310      |
| 3 | Новые Байдары    | село, административный центр | ↘159      |